# Lasionycta haida
Lasionycta haida là một loài bướm đêm thuộc họ Noctuidae. Nó là loài đặc hữu củaquần đảo Haida Gwaii ở British Columbia.
Sải cánh dài 32–33 mm.